# カミル・ヨズヴィアク
カミル・ヤン・ユジヴィアク（Kamil Jan Jóźwiak 、1998年4月22日 - ）は、ポーランド・ルブシュ県ミエンジジェツ出身の同国代表プロサッカー選手。グラナダ所属。ポジションはフォワード（ウイング）。

## 経歴

### クラブ
レフ・ポズナンのアカデミーで育成され、2016年2月ヤギエロニア・ビャウィストク戦でトップチームデビュー。
2020年9月、ダービー・カウンティFCに移籍。
2022年3月11日、シャーロットFCと3年契約を締結したことが発表された。
2024年2月1日、グラナダCFに移籍した。

### 代表
2019年11月19日、 UEFA EURO 2020予選のスロベニア代表戦で途中出場しポーランド代表デビュー。

## タイトル

### クラブ
レフ・ポズナン
- スーペルプハール・ポルスキ: 2016[7]